# Lijst van burgemeesters van Franeker
Dit is een lijst van burgemeesters van de voormalige Nederlandse gemeente Franeker in de provincie Friesland. Vanaf 1 januari 1984 maakte Franeker deel uit van de gemeente Franekeradeel, die op 1 januari 2018 opging in de gemeente Waadhoeke.
| Ambtsperiode                  | Naam burgemeester                                   | Partij of stroming | Bijzonderheden |
| ----------------------------- | --------------------------------------------------- | ------------------ | --- |
| 1490                          | D. (Douwe) Rodmersma                                |                    | [ 1 ] |
| 1544                          | P. (Pieter) Gijsbertsz Ens                          |                    | [ 1 ] |
| ? - ?                         | Jacob Roelofsz. van Dalen, of Dalenus               |                    | Overleden in 1549 |
| ? - ?                         | L. (Liwe) Dirckszoon                                |                    | Overleden in 1568 |
| 1560                          | Lieuwe Dircks van Scheltinga                        |                    | |
| 1582                          | E. (Epe) Jacobs                                     |                    | [ 2 ] |
| 1585                          | Epe, of Ype Jacobs Juckema                          |                    | [ 1 ] |
| 1586                          | R. (Rienck) van Cammingha                           |                    | [ 1 ] |
| 1586, 1595                    | Frans Ghysberts Ens                                 |                    | /> |
| 1589, 1591, 1593              | Epe, of Ype Jacobs Juckema                          |                    | [ 1 ] |
| 1597                          | A. (Abbe) Fransz                                    |                    | [ 1 ] |
| 1598                          | S.R. (Sjouke Ruurds) Bants                          |                    | [ 1 ] |
| 1600                          | Epe, of Ype Jacobs Juckema                          |                    | [ 1 ] |
| 1602                          | Ghijsbert Fransz Ens                                |                    | /> |
| 1604                          | W.G. (Wijbe Gerrytszn) Orcks                        |                    | [ 1 ] |
| ? - ?                         | J. (Jurjen) Pybes                                   |                    | [ 3 ] |
| 1610                          | L. (Lambertus) Staeckmans                           |                    | [ 1 ] |
| 1610, 1613                    | S.R. (Sjouke Ruurds) Bants                          |                    | [ 1 ] |
| 1618                          | W.G. (Wijbe Gerrytszn) Orcks                        |                    | [ 4 ] |
| 1623 - 1625                   | P. (Pieter) Abbesz                                  |                    | [ 1 ] |
| 1637 - 1639                   | Jacobus Sibrandi Mancadan                           |                    | [ 5 ] |
| 1652 - 1658                   | C. (Cornelis) van Ghemmenich                        |                    | [ 1 ] |
| 1658                          | F.P. (Frans Pieters) Gerroltsma                     |                    | [ 1 ] |
| 1659                          | Dr. H.B. (Henricus Bernardus) Schotanus à Sterringa |                    | [ 1 ] |
| 1660 - 1662                   | I. (Ids) van Gerroldsma                             |                    | [ 1 ] |
| 1663                          | J. (Johannes) Arcerius                              |                    | [ 4 ] |
| 1667, 1670 - 1672 1674 - 1676 | I. (Ids) van Gerroldsma                             |                    | [ 1 ] |
| 1678 - 1678                   | Sijbrant Agges Brunia                               |                    | Was burgemeester vanaf 1 januari 1678 tot zijn overlijden op 15 november 1678 |
| ? - ?                         | W.J. (Wybe Jacobs) Pibenga                          |                    | [ 1 ] |
| 1690 - 1705                   | T. (Taco) Jelgersma                                 |                    | [ 4 ] |
| ? - ?                         | A. (Ageus) Ennema                                   |                    | [ 7 ] |
| 1722                          | S.T. (Sake Tjepkes) Tjepkema                        |                    | [ 1 ] |
| 1723 - ?                      | P. (Paulus) Scheltema                               |                    | Overleden 21 april 1752 |
| 1729                          | W.A. (Willem Aukes) Nauta                           |                    | [ 1 ] |
| 1733                          | S.T. (Sjoerd Tjepkes) Salverda                      |                    | [ 1 ] |
| 1734                          | A. (Albertus) Lycklama à Nijeholt                   |                    | Gedoopt op 28 okt 1705 |
| ? - ?                         | P. (Pitter of Pieter) Tjallings                     |                    | Gedoopt op 18 juli 1688 |
| 1744                          | H. (Harmanus) Gonggrijp                             |                    | [ 1 ] |
| 1756                          | P.H. (Pier Hessels) Dijkstra                        |                    | [ 1 ] |
| 1757-1814                     | J. (Johannes) Haitsma                               |                    | [ 10 ] |
| 1774                          | Aggaus Johannesz. Eidsma                            |                    | Kocht in 1757 het pand dat anno 2023 het adres Eise Eisingastraat 2 heeft. |
| 1788                          | B. (Broer) Adama                                    |                    | [ 1 ] |
| ?-? - 1796                    | B.(Bart) Bouwens                                    |                    | Burgemeester Bron: Provinciaal Bestuurlijk Archief Toegang 11 Invt. nr. 6027/746+796 Wordt dan vermeld als Oud Burgemeester dat hij in 1796 geen verklaring van eeuwige haat aan het Stadhouderschap en het huis van Oranje wilde afleggen zie ook https://web.archive.org/web/20181017094106/http://www.altijdstrijdvaardig.nl/ |
| 1811 - 1815                   | Dr. J. (Jelle) Banga                                |                    | Functie Maire |
| 1815                          | Reinier Fontein                                     |                    | President Burgemeester Bron:Provinciaal Bestuurlijk Archief T. 11 Invt.nr. 640/858 en 6399/748 jaar 1815 zie ook https://web.archive.org/web/20181017094106/http://www.altijdstrijdvaardig.nl/ |
| 1815 - 1817                   | Ludolf Reinier Wentholt                             |                    | President Burgemeester Bron:Provinciaal Bestuurlijk Archief Toegang 11 Invt.6401/871B + Huwelijk Utingeradeel 1817 akte 6 zie ook https://web.archive.org/web/20181017094106/http://www.altijdstrijdvaardig.nl/ |
| 1818 - 1825                   | Mevius Gerrit de Boer                               |                    | President Burgemeester |
| 1824 - 1837                   | Isaac de Swart                                      |                    | |
| 1837 - 1846                   | Andries Stinstra                                    |                    | Geboren Franeker ca. 1783/1784, overleden Franeker 21 oktober 1846. |
| 1847 - 1856                   | Dr. J. (Jelle) Banga                                |                    | |
| 1856 - 1858                   | Mr Cornelis Schelte Sixma baron van Heemstra        |                    | |
| 1859 - 1862                   | Mr. J. Albarda Cz.                                  |                    | |
| 1862 - 1863                   | Mr. Jan Minnema Buma                                |                    | |
| 1864 - 1867                   | Mr. L.R.A. (Rudolphus) Hamerster Dijkstra           |                    | |
| 1868 - 1882                   | P. (Pieter) Lycklama à Nijeholt                     |                    | |
| 1882 - 1887                   | Mr. A. Ferf                                         |                    | |
| 1887 - 1898                   | Mr. W.W. Wichers Wierdsma                           |                    | |
| 1898 - 1913                   | J. (Jan) Dirks                                      |                    | |
| 1913 - 1923                   | L.K. (Lolle Klaas) Okma                             |                    | |
| 1923 - 1944                   | M.G. (Marius Gerhard) de Kruijff                    | CHU / NSB          | |
| 1944 - 1945                   | K.J. (Kornelis) van der Vlis                        | NSB                | |
| 1945                          | A.G. van der Horst                                  |                    | waarnemend |
| 1945 - 1975                   | J. (Jan) Dijkstra                                   | partijloos / CHU   | |
| 1975 - 1981                   | Mr. J.J.H. (Jaap) Pop                               | PvdA               | |
| 1981 - 1983                   | Mr. J.O.E. (Johan) Oldenziel                        | PvdA               | |